# Abacetus corvinus
Abacetus corvinus là một loài bọ chân chạy thuộc phân họ Pterostichinae. Loài này được Johann Christoph Friedrich Klug mô tả lần đầu năm 1833.